# Porcelaine de Nyon

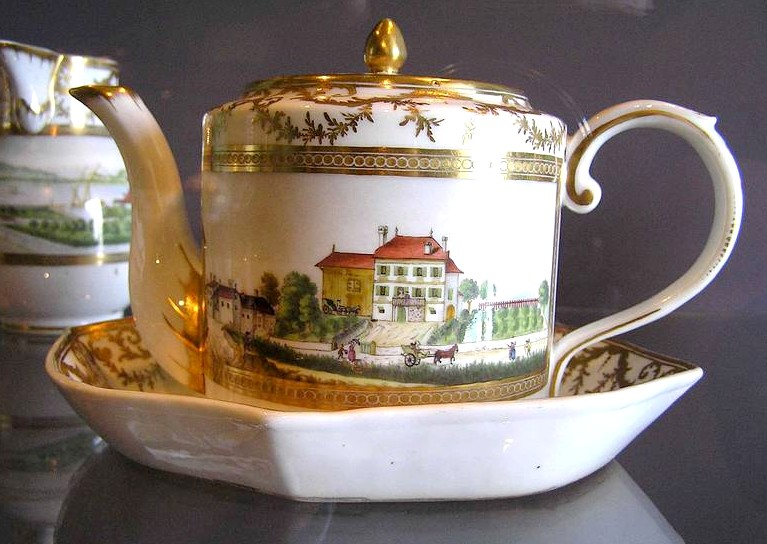
Théière et son présentoir en porcelaine de Nyon. Le décor représente une demeure de maître période XIX à la campagne, des jardins et vergers, une calèche tractée par un cheval et des personnages marchant sur une route.

Créée en 1781 par les Allemands Ferdinand Müller et Jacob Dortu, d'origine française, la manufacture de porcelaine de Nyon, en Suisse, déploie son activité jusqu’à sa fermeture en 1813, la chute de l’Ancien Régime et les guerres napoléoniennes ayant définitivement raison de ses récurrentes difficultés à écouler sa marchandise sur le continent. Tirant parti du mémoire non publié de Laurent Droz (1997), l'étude de Grégoire Gonin (2017), novatrice en ce qu'elle déplace l'analyse de l'approche formaliste traditionnelle (elle-même revisitée avec brio par Roland Blättler en 2017 également) sur le terrain de l'histoire économique, sociale et culturelle, laisse penser que dès le départ les fondateurs ont vu trop large, surestimant largement la capacité d'absorption de la clientèle locale et régionale. 

## Historique

### Contexte
La structure politique spécifique de la Confédération suisse, en particulier l'absence d'une noblesse curiale, explique que, contrairement à la plupart des grandes manufactures européennes (Meissen et le prince de Saxe, Sèvres et Louis XV, Dihl et Guérhard et le duc d'Angoulême, Clignancourt et Monsieur — comte de Provence —, etc.), la fabrique de Nyon ne profite pas de la protection d'un mécène de prestige ; elle se distingue au contraire par la complexité de son financement (public/privé), lié à la réserve des élites bernoises à investir dans les manufactures, et les placements de type "économique" en général (leur préférant la terre et le service de l'État).
En Suisse aussi, l'apparition de la porcelaine ne s'explique pas sans la révolution de la consommation et des objets et l'avènement du luxe, du raffinement des mœurs et de l'art de la table, liée aussi à l’arrivée de boissons jusque-là exotiques (thé, café, chocolat).

### Histoire de la manufacture
L’aventure nyonnaise commence en 1781, année où Dortu et Müller, qui avaient travaillé ensemble une quinzaine d’années auparavant en France et en Russie, reçoivent l’aval des autorités de Nyon et du bailli de la puissante République de Berne, qui conçoit comme seul avantage financier l’exemption des péages au-dehors du district de Nyon.
En 1786, Ferdinand Muller décide de rompre l'association et s'associe avec Mulhauseur et ouvre une nouvelle manufacture de faïence et porcelaine à Genève. En 1789, Muller quitte la Suisse pour la France, où il vient rejoindre et épauler l'ambitieux manufacturier et ancien membre du Parlement britannique, Christophe Potter .
De son côté, Dortu, après quelques années, vend sa part et retourne à Berlin, mais revient en Pays de Vaud en 1787, puis s’associe avec des notables locaux, tels Moïse Bonnard et Henri Veret. 
La société, qui emploie une trentaine de personnes (autant que Meissen à ses débuts) – peintres, brunisseurs, tourneurs, modeleurs, garnisseurs, ouvriers spécialisés, manœuvres -, est dissoute en 1813, à la suite d’insurmontables soucis pécuniaires. Les stocks s'accumulent, et la clientèle d'Ancien Régime n'est plus. L’autre manufacture suisse, celle de Zurich, fondée en 1763, connaît un sort identique en 1790.
L'édifice continua néanmoins à servir de manufacture de production de faïence fine jusqu’en 1979.
Le bâtiment qui abritait la porcelaine existe toujours, et il a été transformé en appartement et bureaux. 

### Jacques Dortu
Directeur technique et artistique, Jacques Dortu constitue le personnage nodal de l’aventure nyonnaise. Né en 1749 à Berlin, protestant d’origine française, fils de réfugié huguenot, il effectue son apprentissage à la manufacture royale de Berlin (1764-1767) puis séjourne à Marseille (1773-1777) et à Marieberg (1777-1778), en Suède. L’homme se trouve à la tête d’une équipe cosmopolite, à laquelle il parvient à insuffler un esprit commun, empreint d’exigence et d’un souci de perfection hors normes.
En parfait homme des Lumières, proche contemporain de Mozart, Dortu, né en Allemagne comme tant de maîtres ébénistes qui feront, eux, la gloire de Versailles, a noué des contacts dans toute l’Europe lors de ses séjours successifs, qui, associés à la propre mobilité des artisans d’alors, lui assurent un réseau de premier ordre le moment venu. Faute de sources, la question du choix de ses revendeurs à l’étranger, mais aussi les modalités des transactions ainsi que les canaux mis en place pour la distribution des pièces restent inconnues. La liste des « comptoirs » se révèle impressionnante, de Cadix à Saint-Pétersbourg, de Londres à Marseille, via Leipzig, Turin, Lyon, Hambourg, Amsterdam – 28 dépositaires étrangers, une cinquantaine dans la Confédération. Certains expéditeurs disposent d'une aura strictement locale, d'autres en revanche se montre actifs aux rayons régional, "national" ou continental. Ses canaux de distribution fonctionnent-ils de manière autonome ou doit-on y voir une conséquence du réseau de l'internationale huguenote, attesté par exemple pour l'argenterie de Lausanne ou l'aventure exceptionnelle de l’Encyclopédie d’Yverdon de Félice.

### Installation à Nyon
Avocat de formation, et longtemps en position de monopole sur la thématique quoique ses travaux ne répondent en rien aux critères scientifiques, Edgar Pelichet, parle de « miracle » pour expliquer l’établissement de Dortu sur la côte vaudoise. Nyon, bourg de 2 000 habitants, dispose à proximité d’un peu d’argile, les émaux viennent d’Allemagne (du moins au début), et l'or s’obtient grâce à la fonte des pièces en circulation ; le bois en revanche ne manque pas (600 à 800 mètres cubes annuels sont nécessaires), quoique les lectures diffèrent à ce sujet ; surtout, la matière première, le kaolin, fait défaut, et l’on doit l’acheminer de Saint-Yrieix, près de Limoges. La clientèle (officiers, notables, etc.) paraît insuffisante pour écouler suffisamment de pièces alentour ; les lois somptuaires - certes respectées extra muros, mais transgressées à l'intérieur des appartements - ne régissent-elles pas les pratiques genevoises ? Comment, donc, expliquer le choix nyonnais ? L’absence de proche concurrence, peut-être, la possibilité d’irriguer le marché allemand ? l'aisance du patriciat genevois ou bernois ? Voire. Le phénomène religieux (Genève interdit aux catholiques, tel Muller, le statut de propriétaire) entre aussi en ligne de compte, mais rien n'empêchait Müller et Dortu d'œuvrer en locataires. La fiscalité genevoise est-elle dissuasive? les autorités limitent-elles l'activité industrielle? Malgré la rareté des sources, il s'agit de souligner l'importance cruciale de la proximité de Genève, sa clientèle et la présence de nombreux étrangers aux moyens importants sillonnant les routes du Grand Tour.
Faute de documents suffisants, le rôle de Jacques Dortu a peut-être été surévalué. Une approche sociologique tendrait possiblement à relativiser l'impact individuel au sein d'une organisation (en d'autres termes, il s'agirait de réfréner le romantisme des historiens a-critiques tendant à valoriser excessivement le rôle des pionniers, la figure mythique de l'entrepreneur). 
De même, sans doute, la porcelaine nyonnaise s'est-elle quantitativement sensiblement moins exportée que son réseau de dépositaires à l'étranger pourrait le laisser croire au premier abord. Le nombre supposé faible de collectionneurs étrangers, la rareté des pièces dans les principaux musées européens et la quasi-absence de celles-ci dans les ventes internationales semblent corroborer cette hypothèse. Dans ce qui constitue possiblement le premier article en langue française (sinon étranger) non suisse sur la question, Robert Sepey estime en 1927 les pièces à peu près introuvables en dehors du pays.
Du point de vue de la diffusion, certains des comptoirs sur le continent (pensons à Naples) découlent-ils des avantages commerciaux souvent octroyés par les potentats européens aux capitaines de régiments dans le cadre du service étranger ? Le degré d'extraversion de la manufacture nyonnaise constitue sans doute une spécificité, mais faute de travaux comparatifs, il est difficile de pousser plus loin l'analyse.
Sur un autre plan, comment se fait-il que l'aristocratie bernoise ait été moins attirée par la porcelaine de Nyon que par l'argenterie de Lausanne, si l'on prend comme indicateur comparé le nombre de pièces passant en ventes aux enchères ? La dimension de placement revêtue par l'argenterie fournit sans doute un début d'explication. A contrario, la porcelaine constituerait un échelon supplémentaire de distinction sociale, vu son capital quasi strictement symbolique. D'une manière générale, quid de la réception de la porcelaine au sein des différentes couches sociales de l'espace suisse? Les dernières études soulignent que le patriciat local n'achète ni si souvent ni si massivement qu'escompté la céramique nyonnaise, la concurrence d'une vaisselle plurielle (étain, faïence, argenterie, etc.) et de manufactures diverses se faisant largement ressentir. 
Enfin, au niveau de la production, combien de pièces sont-elles sorties, au total, de la manufacture? quelle proportion a été réalisée sur commande ? Si l'on est renseigné sur l'écart de prix sensible selon la qualité et la richesse des décors (de 1 à 10, grosso modo, pour un même objet), le panorama fait défaut qui indiquerait la ventilation en pour cent des différentes pièces produites à Nyon (de nombreux bols et sous-tasses, mais à l'évidence fort peu de trembleuses ou de vases). Nous sommes également peu renseignés sur les prix, en comparaison tantôt avec ceux des pièces d'autres manufactures, tantôt avec l'argenterie, par exemple. Finalement, c'est la question de la viabilité du commerce du luxe que soulève la manufacture. Fait défaut un panorama européen comparatif, l'étude financière et comptable de Laurent Droz n'ayant pas d'équivalent semble-t-il, du moins dans l'espace francophone.

## Caractères stylistiques
Dans son étude magistrale (2017), Roland Blättler a révolutionné les approximations de Pelichet, en procédant à une étude croisée systématique (marques, décors, tesson, formes, etc.) pour proposer un "essai de chronologie relative" de la production. Alchimiste, artiste et artisan, Dortu, au prix d’un savant mélange (la part de silice et d’oxyde de fer se rapproche le plus de l’art oriental), produit une pâte extrêmement pure, légère, translucide, d’un blanc crémeux. Les formes séduisent immédiatement par leur pureté, leur sobriété et la perfection des lignes et des proportions. Une belle étude reste à mener qui s’attarderait à comparer la porcelaine de Nyon et l’argenterie de Lausanne (qui lorgne elle-même du côté de l'Angleterre), autre ville lémanique sur laquelle souffle l’esprit tout en mesure du protestantisme, à l’exact opposé de l’ostentatoire curial et de la surcharge des ors et des couleurs. À l'évidence, Nyon associe l'élégance du goût français et la mesure de la Réforme. La réserve des pièces, reposante et toujours importante, participe également de cette esthétique de la discrétion. Selon Paul Bissegger, l'œuvre sobre et belle d'Alexandre Perregaux, architecte quasi officiel de l'État de Vaud naissant, trempe tout autant dans ce bassin religieux.
Dans les décors, clef de voûte de ce fleuron de l’artisanat suisse, réside également le génie de Dortu ; gaies, lumineuses, fraîches, reconnaissables entre toutes, les couleurs soulignent la splendeur de la toute fin de l’Ancien Régime, qui distille avec Nyon ses dernières lumières avant le crépuscule. Dans l'article précité, Sepey, possiblement Français, balaie tout chauvinisme en jugeant les pièces nyonnaises « les plus fines, les plus délicates du monde ». La variété des décors (rubans, guirlandes, paysages, fleurs, insectes, attributs, gravures) déploie une inventivité sans fin qui se conjugue avec les frises ou bordures aux motifs si typiques du classicisme : entrelacs, guirlandes, oves, perles, grecques, cordons, rinceaux.

## La redécouverte de la porcelaine de Nyon
Revisitant l'historiographie traditionnelle, Grégoire Gonin montre comment la porcelaine de Nyon revient au goût du jour dans le dernier du XIXe siècle : naissance et diffusion d'un sentiment national, goûts pour les antiquités du pays, mise sur pied de société des beaux-arts montant des expositions locales, régionales, monothématiques ou généralistes, apparition de l'antiquaire, prééminence du mimétisme de la bourgeoisie avec les pratiques de la défunte aristocratie, concourent de manière circulaire à faire émerger une dynamique d'ensemble qui atteint son apogée entre 1896 (Exposition nationale de Genève) et 1947-1948 (aux châteaux de Nyon et Jegenstorf).  l’automne 2011, la première exposition « hors sol » de porcelaine de Nyon a lieu au Musée royal de Mariemont, en Belgique. Actuellement on recense une quarantaine de collectionneurs (principalement des "héritiers") principalement sur l'arc lémanique. Une transition sociologique a lieu entre la Belle Époque : les pièces sortent des vitrines du patriciat pour entrer dans les collections du bourgeois-collectionneur. Du point de vue des institutions, les musées Ariana, à Genève, et de Nyon recensent de nombreux trésors, notamment les services dits « napolitain » (quelque 200 pièces) – celui possiblement commandé par Murat, roi de Naples - et « de la Schadau » (environ 80 pièces), l’un acquis à Naples, l’autre lors de la fameuse vente Rechner à Monte-Carlo en 1926. En mars 2008, la vente de la succession Salmanowitz attire et attise tous les regards. En termes de prix, un vase est adjugé pour quelque 55 000 francs suisses (sans doute un record, du moins en francs courants) en décembre de la même année. Une pacotille, si l'on compare les prix à la période flamboyante de Nyon sur le marché de l'art, tâche à laquelle s'est attelé avec précision Grégoire Gonin dans son étude : la décote atteint jusqu'à 90-95 % de la *belle époque" de l'or blanc, de 1930 à 1970 environ. À ce moment s'achève peu à peu l'"ère de la bourgeoisie". La dégringolade s'accélère depuis les années 2000. L'artisanat n'a plus la cote, les arts décoratifs périclitent, les antiquaires ferment (créé en 1970, leur Salon connaît sa dernière édition à Lausanne en 2015), l'intérêt pour la collection et la possession disparaît, le rapport à l'identité patrimoniale de même.

## Galerie d'images

Tasse et soucoupe. Décor : médaillons avec au centre un buste de guerrier en armure antique, des fleurs, une guirlande tressée, une bordure dorée et glaçure.
Tasse et soucoupe. Décor : médaillons avec au centre un buste de guerrier en armure antique, des fleurs, une guirlande tressée, une bordure dorée et glaçure.